# Chissioua Karoni
Chissioua Karoni est un îlot de Mayotte, appartenant administrativement à Chirongui.

## Géographie
Il est situé en baie de Bouéni à 600 m à l'Ouest de Mayotte et s'étend sur environ 560 m de longueur pour 400 m de largeur.